# اقتصاد تهران

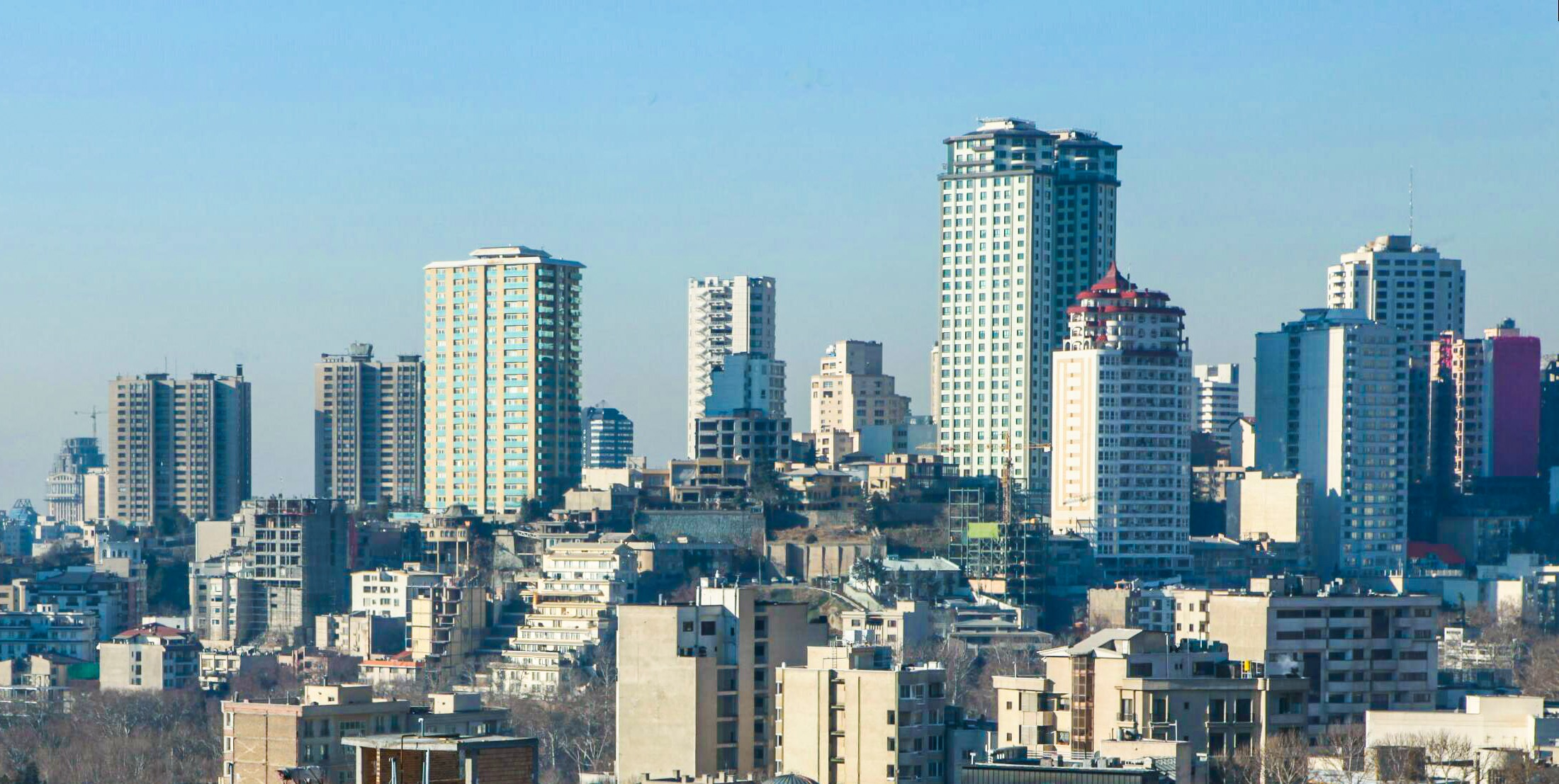
تهران صاحب ۴۵٪ از صنایع ایران است.

تهران بزرگ‌ترین شهر، پایتخت و کانون اقتصادی ایران است. همچنین این شهر به عنوان پایتخت سیاسی ایران، مشاغل فراوانی در زمینه‌های گوناگون دارد و اولین منطقهٔ صنعتی کشور محسوب می‌شود. فعالیت‌های اقتصادی بین‌المللی نیز با وجود پایتخت بودن، تاریخ و بزرگی تهران نقش چندانی در تعداد شاغل‌های آن ندارد.
بر اساس آمار سال ۱۳۹۵، سهم تهران در کل تولید ناخالص داخلی ایران ۲۱ درصد است و با اختصاص نیمی از بخش صنعت کشور به خود، نقش مهمی در اقتصاد ایران دارد. مقر اصلی شرکت ملی نفت ایران، دومین شرکت بزرگ نفتی جهان در تهران قرار دارد. ایران خودرو نیز به عنوان بزرگ‌ترین خودروساز ایران در تهران کارخانه دارد و مقر اصلی آن نیز در همین شهر است.
جوانان تهران درگرفتن کار و فرصت‌های اقتصادی مشکلاتی دارند. طبق اعلام عیسی فرهادی، فرماندار وقت تهران در سال ۱۳۹۷، نرخ بیکاری تهران ۱۱/۵ درصد است و با توجه به میزان مهاجرت بیکاران به تهران، کاهش آن سخت است.
طبق آمار سال ۱۳۹۴، ردیف مسکن، آب، برق و گاز، با سهمی معادل ۴۹/۹ درصد، بیشترین سهم از متوسط هزینهٔ ناخالص یک خانوار ساکن تهران را به خود اختصاص داده‌است؛ پس از آن نیز ردیف خوراکی‌ها و آشامیدنی‌ها با سهم ۱۵/۷ درصدی قرار دارد.
در فهرست گران‌ترین پایتخت‌های جهان در سال ۲۰۰۸ میلادی، تهران در پلهٔ آخر قرار داشت. تهران همچنین در فهرست گران‌ترین شهرهای دنیا و بر مبنای شاخص هزینه‌های زندگی، در پلّهٔ یکی مانده به آخر جای دارد.

## صنعت، تولید و بازرگانی

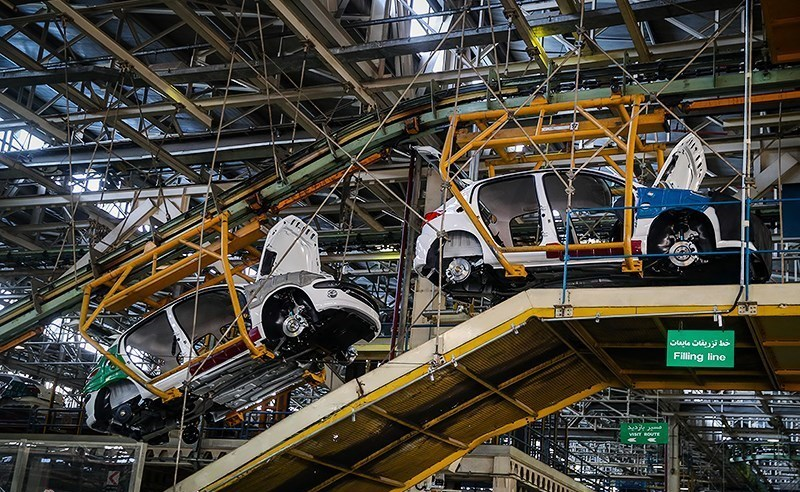
کارخانهٔ ایران خودرو در تهران

گام‌های مهم صنعتی شدن تهران در دوران پهلوی اول برداشته شدند. در آن دوران کارخانه‌های سیمان، بلورسازی، چیت‌سازی، شرکت دخانیات ایران و صنایع نظامی در پیرامون تهران ساخته شدند. کارخانه‌هایی در زمینهٔ تجهیزات خودرو، برق و الکترونیک، منسوجات، شکر، سیمان و مواد شیمیایی در این شهر واقع شده‌اند، تهران همچنین بازار بزرگ فرش و محصولات مبلمان در سراسر ایران است. در جنوب حومهٔ تهران نیز یک پالایشگاه نفت به نام پالایشگاه نفت تهران وجود دارد.
در سال ۱۳۹۳ تعداد شرکت‌های ثبت‌شده در ایران از یک میلیون و ۳۰۰ هزار واحد عبور کرد که نیمی از این شرکت‌های ثبت‌شده مربوط به شهر تهران بودند.
شهر تهران در سال ۱۳۹۸ خورشیدی بیش از ۶ هزار دکل مخابراتی داشت.

### کشاورزی
در سال ۱۳۹۵ غلامرضا تقوی، مدیر باغبانی سازمان جهاد کشاورزی اعلام کرد که تهران بزرگترین تولیدکنندهٔ گیلاس و صیفی‌جات گلخانه‌ای در ایران است و محصولات شاخص کشاورزی تهران در بخش گلخانه‌ای، شامل ۵۰۵ هزار تن صیفی‌جات، ۸۵ هزار تن گیلاس، ۳۶۲ هزار تن سیب و ۳۳ هزار تن قارچ خوراکی است.

### مد و پوشاک
گوناگونی پوشاک چرمی یا پی‌وی‌سی و پلاستیک‌دار در تولیدی‌های پوشاک تهران بسیار بالا بوده‌است. انواع کفش چرم زنانه و بوت‌های بلند زنانه از متریال گوناگون در تهران تولید و به نقاط گوناگون ایران و منطقه صادر می‌شوند. به دلیل نبود رقیب بزرگ داخلی چکمه‌های زنانه وابسته به تولیدی‌های تهران در سراسر ایران یافت می‌شوند.

## گردشگری

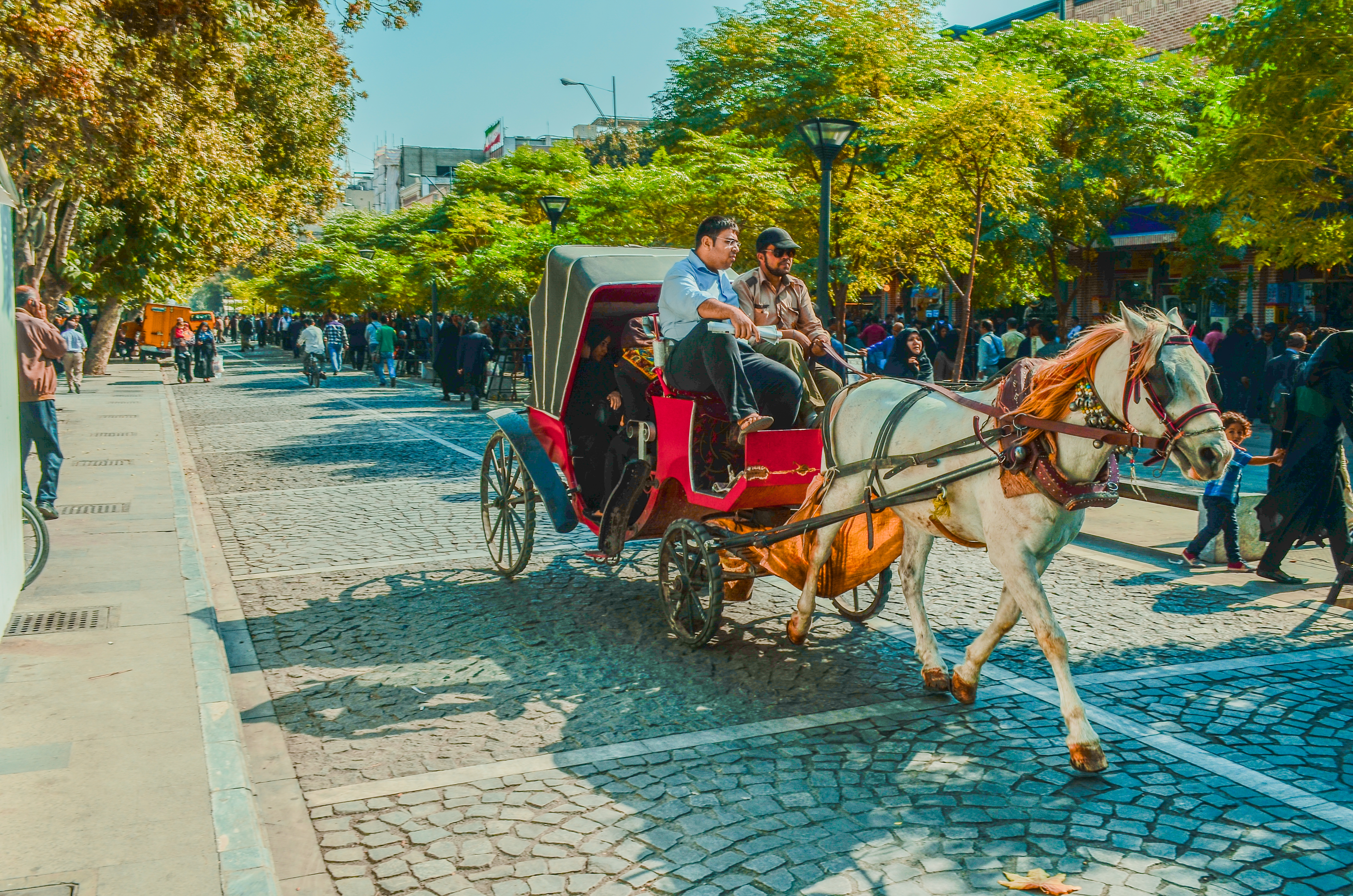
گردشگران در یکی از خیابان‌های تهران

تهران یکی از مهم‌ترین مراکز گردشگری ایران است و این شهر دارای مجموعه‌ای از جاذبه‌های معروف گردشگری است. در سال ۱۳۹۶ اعلام شد که سالانه یک میلیون و ۲۰۰ هزار گردشگر خارجی از تهران بازدید کرده‌اند. بی‌ثباتی منطقهٔ خاورمیانه، سیاست‌های خارجی جمهوری اسلامی ایران و محدودیت‌های داخلی ایران باعث کاهش تعداد گردشگران شده‌است. همچنین کمپین‌ها و تبلیغات منفی برخی دولت‌ها علیه ایران، باعث کمتر شدن تعداد گردشگران خارجی در ایران و تهران شده‌است.